# Orden der Liebe des Nächsten
Adeliger Wohltätigkeits-Orden der Liebe des Nächsten (Ordre de l’amour du prochain) war ein österreichischer Hoforden.
Er wurde von der geborenen Prinzessin von Braunschweig, Kaiserin Elisabeth Christine, im Jahre 1708 gestiftet. Der Orden war für Kavaliere und Damen des Hofes vorgesehen. Da das Ordenszeichen einem Apfelkreuz glich, wurde er nur Apfelkreuz genannt. Der Orden war von kurzer Dauer.

## Ordensdekoration
Das Ordenszeichen war ein goldenes, weiß emailliertes, achtspitziges Kreuz mit kleinen goldenen Kugeln und Strahlen in den Winkeln. Auf dem mittig befindlichen runden Mittelschild standen die Worte: AMOR PROX (Amor proximi, Liebe des Nächsten) als Ordensdevise.

## Ordensband und Trageweise
Das Kreuz wurde auf der Brust an einem roten seidenen Band getragen. Ritter trugen das Apfelkreuz an einem roten seidenen Band im Knopfloch.